# Daimí Perniá
Daimí Perniá Figueroa (* 27. prosince 1976) je bývalá kubánská atletka, mistryně světa v běhu na 400 metrů překážek z roku 1999.

## Sportovní kariéra
V roce 1999 zvítězila na mistrovství světa v Seville v závodě na 400 metrů překážek ve svém osobním rekordu 52,89. O rok později doběhla v olympijském finále na této trati do cíle na čtvrtém místě. Ve finále běhu na 400 metrů překážek na světovém šampionátu v Edmontonu v roce 2001 skončila třetí.